# Masacre de Ogossagou
La masacre de Ogossagou tuvo lugar el 23 de marzo de 2019, durante la guerra de Malí. Fue cometida en la aldea de Ogossagou, cerca de Bankass, en el centro de Malí, supuestamente por milicias dogones. Fueron asesinadas más de 150 personas en pocas horas, en su mayoría civiles fulani. Está considerada como la masacre más mortífera desde el inicio del conflicto en el norte de Malí en 2012. En febrero de 2020 Ogossagou sufrió un nuevo ataque en el que murieron más de 20 personas. La utilización de grupos de autodefensa locales por parte de los ejércitos de Malí y Burkina Faso para combatir el terrorismo de los grupos armados y el yihadismo está provocando la exacerbación de la violencia que la ONU denomina "intercomunitaria" con numerosas matanzas de civiles según ha advertido la MINUSMA.

## Contexto
En 2015, la región de Mopti en el centro de Malí se convierte en el teatro ataques yihadistas con el inicio del Frente de Liberación de Macina en su líder por Amadou Koufa. A partir de 2017, la violencia tiene un carácter comunitario, entre los dogón y bambara, tradicionalmente agricultores, pastores fulani tradicionalmente, que se fusionó con yihadies se formaron milicias, como la Alianza para la salvación en el Sahel (SSA), Fulani, y Dan Na Amassagou, que incluye dogones cazadores Dozo. Durante el año 2018, los conflictos comunitarios provocados por los enfrentamientos entre grupos de autodefensa utilizados por los ejércitos de Malí y Burkina Faso para combatir el terrorismo yihadista causa la muerte de más de 500 civiles, según URO.
El 1 de enero de 2019, una masacre en Koulogon 37 víctimas mortales entre los fulani. El 17 de marzo, 26 soldados malienses murieron en un ataque Dioura, que los yihadistas Grupo de Apoyo al Islam y los musulmanes afirman en la justificación de los "crímenes atroces cometidos por las fuerzas gubernamentales y las milicias Bamako apoyar los Fulani en contra de nuestros hermanos.
El 22 de marzo, el presidente de Mali Ibrahim Boubacar Keïta en Bamako recibe los embajadores de 15 países en el Consejo de Seguridad de las Naciones Unidas para cumplir con el día siguiente a los firmantes del acuerdo de paz de 20152. El 5 de marzo, el Secretario General de las Naciones Estados Antonio Guterres dijo en un comunicado que "los últimos seis meses registraron más avanzado que el resto del período transcurrido desde la firma del Acuerdo de 2015" porque según él "la presión internacional, incluida la perspectiva de sanciones. El 20 de marzo, la milicia Dan na Amassagou anunció por su parte que "comienza patrullas" en el este de la región de Mopti, "con el fin de asegurar las poblaciones.

## Masacre
El 23 de marzo de 2019, al amanecer, un centenar de hombres armados vestidos con la ropa habitual de los dozos, cazadores dogones, llegan en motocicletas a la aldea de Ogossagou, a pocos kilómetros al este de la ciudad de Bankass, cerca de la frontera con Burkina Faso. Armados con rifles automáticos y granadas, los asaltantes empezaron atacando la pequeña base de la aldea, mantenida por 54 a 70 milicianos fulani, incluidos los antiguos yihadistas. Estos últimos intentan primero resistir y finalmente cuando se quedan sin municiones, huyen. Dejan atrás de nueve a trece muertos.
Después de los combates, los atacantes invadieron la aldea y atacaron a la población civil, matando a hombres, mujeres, menores y ancianos. Quemaron casi todas las cabañas del pueblo. Según Cheick Harouna Sankaré, alcalde de la comuna vecina de Ouenkoro, las mujeres fueron troceadas con machetes y a las embarazadas les abren el vientre. Según otros testimonios, las personas son quemadas vivas, decapitadas o arrojadas a un pozo. Después de acabar con Ogossagou, la milicia dogón se dirige al pueblo de Welingara, ubicado a dos kilómetros de distancia. La mayoría de su población había huido alertada por lo ocurrido en Ouenkoro, pero quienes todavía permanecían en el lugar fueron también asesinados.
El ataque es rápido: empieza a las 5.30 horas de la mañana y termina a las 7.00. Según Allaye Guindo, alcalde de Bankass, a pesar de que el ejército de Malí estaba informado de lo que estaba ocurriendo desde las 6.00 de la mañana los primeros soldados no llegaron a Ogossagou hasta las 8:30 y las 9:00 de la mañana a pesar de encontrarse sólo a 13 kilómetros del lugar donde ocurrió la masacre. Una misión compuesta por un destacamento del ejército de Malí y las autoridades locales llegaron al pueblo por la tarde.

## Balance humano
En la noche del 23 de marzo, António Guterres, Secretario General de Naciones Unidas, declaró que al menos 134 civiles fueron asesinados, incluidas mujeres y niños, y otros 55 heridos.
El prefecto de Bankass, Boubacar Kané, en un informe del 23 de marzo apunta que han muerto 115 personas, incluyendo elementos del DDR, combatientes involucrados desde principios de 2019 en el proceso de "desarme, desmovilización y reintegración" en el marco del Acuerdo de Argel de 2015.
El 25 de marzo, el número de muertos fue revisado al alza y se da la cifra de 154 muertos, según el portavoz del gobierno de Mali, Amadou Koïta. El mismo día por la noche, Amadou Diallo, concejal municipal de Bankass, asegura que han muerto al menos 160 personas. 
La asociación Tabital Pulaaku señaló que al menos se habían producido 170 muertos.
Entre los muertos se encuentran el jefe de la aldea de Ogossagou, Amadou Belko Bari, el morabito Bara Sékou Issa y sus familias.
El 30 de marzo, RFI reportó al menos 70 heridos. Los más graves, unos cuarenta, fueron trasladados al hospital Sévaré, mientras que otros treinta fueron atendidos en el hospital Bankass. Según el doctor Oumar Guindo: "La mayoría de ellos son víctimas de heridas de bala, también hay muchos casos de fracturas, quemaduras, dos casos de evisceración ...".
El 2 de mayo, la MINUSMA declaró al final de su investigación que en el ataque habían muerto al menos a 157 personas, incluidos 46 menores y al menos 12 miembros del grupo de autodefensa. Los sobrevivientes de la masacre de Koulogon se encuentran entre las víctimas. Los cuerpos están enterrados en tres fosas comunes. La MINUSMA también indica que 65 personas resultaron heridas y que 43 de ellas, incluidos 17 menores, fueron atendidas en el hospital de Sévaré.
Fue la masacre más mortal desde el comienzo de la guerra de Malí en 2012.

## Consecuencias
El 24 de marzo, el gobierno de Malí celebra un consejo extraordinario de ministros en presencia del presidente Ibrahim Boubacar Keïta. Se despidió a ocho oficiales militares de alto rango, incluido el Jefe del Estado Mayor General de las Fuerzas Armadas, el General M'Bemba Moussa Keïta y el Jefe del Estado Mayor del Ejército, Coronel Major Abderrahmane Baby También se emite un decreto que ordena la disolución de la milicia Dan na Amassagou. 
Sin embargo, Dan na Amassagou anuncia que rechaza la disolución. Youssouf Toloba declara: "El gobierno no puede disolver a Dan Na Ambassagou porque no es él quien lo creó. Creé a Dan Na Ambassagou porque hubo ataques en el país Dogon, donde el gobierno está ausente. El 27 de septiembre de 2018, firmamos un alto el fuego y el gobierno prometió que aseguraría el país Dogon, pero hasta ahora no se ha hecho nada ". Luego pide "un diálogo intercomunitario durante el cual todos los portadores de armas en el Centro puedan discutir. Esta es la única manera de llevar la paz a la región ".

## Nueva masacre en 2020
Ogossagou fue objetivo de un nuevo ataque el 14 de febrero de 2020 en el curso del cual fueron masacradas otras 21 personas.